# Janowo (rejon ignaliński)
Janowo (lit. Janavas) – wieś na Litwie, w okręgu uciańskim, w rejonie ignalińskim, starostwie Daugieliszki Nowe.

## Historia
W czasach zaborów w granicach Imperium Rosyjskiego.
W dwudziestoleciu międzywojennym ówczesna kolonia leżała w Polsce, w województwie nowogródzkim (od 1926 w województwie wileńskim), w powiecie brasławskim, w gminie Widze.
Według Powszechnego Spisu Ludności z 1921 roku zamieszkiwało tu 81 osób, wszystkie były wyznania rzymskokatolickiego. Jednocześnie 78 mieszkańców zadeklarowało polską przynależność narodową a 3 litewską. Było tu 14 budynków mieszkalnych. W 1931 w 16 domach zamieszkiwały 94 osoby.
Miejscowość należała do parafii rzymskokatolickiej w Widzach. Podlegała pod Sąd Grodzki w m. Turmont i Okręgowy w Wilnie; właściwy urząd pocztowy mieścił się w m. Widze.